# 근삿값
근삿값 또는 근사치(近似値)는 어림수와 같이 참값에 가까운 값을 뜻한다. 근삿값의 대표적인 예로 측정값이 있다. 조금 더 쉽게 설명하자면 근삿값을 쓸 때 또는 양쪽 값이 거의 비슷할 때 사용한다고 할 수 있다.

## 오차의 한계
근삿값에 대한 오차의 절댓값이 어떤 값 이하일 때, 그 값을 근삿값에 대한 오차의 한계라고 한다.

## 오차의 한계를 구하는 방법
- 측정값일 경우는 (측정 계기의 최소 눈금) × 0.5를 하면 오차의 한계를 구할 수 있다.
- 반올림한 경우는 (끝자리 단위 값) × 0.5 또는 (반올림한 자릿값)을 하면 오차의 한계를 구할 수 있다.